# Estación de Parc Científic
Parc Científic es una estación de la línea 4 de Metrovalencia que fue puesta en servicio el 23 de septiembre de 2005. Se encuentra en la calle Catedrático Escardino, n.º 9 del municipio de Paterna, junto al Parque Científico de la Universidad de Valencia, donde se levantan tres andenes al lado de las vías del tranvía.
Forma parte de un ramal inaugurado en 2005 que une las estaciones de À Punt y Mas del Rosari.